# Chanhe
För andra betydelser, se Chanhe (olika betydelser).
Chanhe är ett stadsdistrikt för huikineser i Luoyang i Henan-provinsen i centrala Kina.
1. ↑  http://www.geohive.com/cntry/cn-41.aspx